# Odontocera leucothea
Odontocera leucothea là một loài bọ cánh cứng trong họ Cerambycidae.